# 246-та фольксгренадерська дивізія (Третій Рейх)
246-та фольксгренадерська дивізія (Третій Рейх) (нім. 246. Volksgrenadier-Division) — піхотна дивізія народного ополчення (фольксгренадери) вермахту за часів Другої світової війни.

## Історія
246-та фольксгренадерська дивізія сформована 15 вересня 1944 року на навчальному центрі Міловіце (нім. Truppenübungsplatz Milowitz) у 13-му військовому окрузі на території протекторату Богемії та Моравії за рахунок підрозділів 565-ї фольксгренадерської дивізії, яка у свою чергу формувалася на базі розгромленої на Східному фронті 246-ї піхотної дивізії. Доукомплектування частин здійснювалося за рахунок матросів Крігсмаріне та фольксдойче-богемців Праги. Перший командир дивізії, оберст Гергард Вільк, швидко підготував з'єднання, і наприкінці вересня 1944 року 246-та фольксгренадерська дивізія прибула до східної Франції.
У жовтні 1944 року її підрозділи замінили 116-ту танкову дивізію в Аахені. Незабаром вони потрапили в облогу і в період з 13 до 21 жовтня вели важкі вуличні бої. Дивізія нарешті була змушена відступити з міста, але на диво зуміла вивести значну частину його людей. Щоб компенсувати втрати в боях за Аахен, до її складу включили залишки 49-ї піхотної дивізії. Якійсь час з'єднання готувалося до наступу в Арденнах.
Однак у листопаді вони були втягнуті в битву за Гюртгенський ліс і не змогли вийти із займаних позицій. На початку грудня 246-та дивізія була виснажена місячними запеклими боями і була відведена з лісу Гюртген, щоб знову отримати хвилю підкріплення, цього разу за рахунок ненавченого наземного персоналу Люфтваффе.
У січні 1945 року дивізія перебувала в резерві для можливого використання в останній відчайдушній спробі взяти Бастонь, але її так і не ввели в битву. Тут дивізія була використана для виведення 3-ї парашутної дивізії в район Шоппен (поблизу Амеля). Після того, як 3-тя армія США генерала Паттона прорвалася під Прюмом, дивізія перейшла до оборони та у березні 1945 року відступила через район Шнайфель. Зрештою у травні її формування капітулювали після того, як командир був убитий на південь від річки Мозель.

## Райони бойових дій
- Протекторат Богемії та Моравії (вересень — жовтень 1944);
- Арденни, Франція, Німеччина (жовтень 1944 — січень 1945);
- Німеччина (січень — травень 1945).

## Командування

### Командири
- оберст Гергард Вільк (15 вересня — листопад 1944);
- генерал-майор Петер Керте (листопад 1944 — 1 січня 1945);
- генерал-майор, доктор Вальтер Кюн (1 січня — 8 травня 1945).

### Підпорядкованість
| Час       | Корпус   | Армія | Група армій (округ)        | Штаб          |
| --------- | -------- | ----- | -------------------------- | ------------- |
| 1944      |          |       |                            |               |
| жовтень   | LXXXI ак | 7 А   | Група армій «B»            | Аахен         |
| листопад  | LXXXI ак | 5 ТА  | Група армій «B»            | Арденни       |
| грудень   | резерв   | 5 ТА  | Група армій «B»            | Арденни       |
| 1945      |          |       |                            |               |
| січень    | LXVII ак | 15 А  | Група армій «B»            | Арденни       |
| лютий     | LXVII ак | 5 ТА  | Група армій «B»            | Арденни       |
| березень  |          | 7 А   | Група армій «B»            | Гунсрюк       |
| квітень   | XIII ак  | 1 А   | Група армій «G»            | Середній Рейн |
| 19 квітня | LXXX ак  | 19 А  | Група армій «Верхній Рейн» | Гайльбронн    |

### Склад
| 1944                                     |
| ---------------------------------------- |
| 352-й гренадерський полк                 |
| 404-й гренадерський полк                 |
| 689-й гренадерський полк                 |
| 246-й артилерійський полк                |
| 246-та рота зв'язку                      |
| 246-те дивізійне управління забезпечення |